# Brousseval
Brousseval és un municipi francès situat al departament de l'Alt Marne i a la regió del Gran Est. L'any 2007 tenia 683 habitants.

## Demografia

### Població
El 2007 la població de fet de Brousseval era de 683 persones. Hi havia 290 famílies de les quals 92 eren unipersonals (33 homes vivint sols i 59 dones vivint soles), 88 parelles sense fills, 92 parelles amb fills i 18 famílies monoparentals amb fills.
La població ha evolucionat segons el següent gràfic:
Habitants censats

### Habitatges
El 2007 hi havia 331 habitatges, 294 eren l'habitatge principal de la família, 12 eren segones residències i 24 estaven desocupats. 311 eren cases i 18 eren apartaments. Dels 294 habitatges principals, 201 estaven ocupats pels seus propietaris, 87 estaven llogats i ocupats pels llogaters i 6 estaven cedits a títol gratuït; 11 tenien dues cambres, 75 en tenien tres, 87 en tenien quatre i 121 en tenien cinc o més. 185 habitatges disposaven pel capbaix d'una plaça de pàrquing. A 146 habitatges hi havia un automòbil i a 83 n'hi havia dos o més.

### Piràmide de població
La piràmide de població per edats i sexe el 2009 era:
| Homes | Edats   | Dones |
| ----- | ------- | ----- |
| 0     | 95 o +  | 2     |
| 1     | 90 a 94 | 0     |
| 4     | 85 a 89 | 6     |
| 0     | 80 a 84 | 10    |
| 19    | 75 a 79 | 10    |
| 16    | 70 a 74 | 36    |
| 22    | 65 a 69 | 26    |
| 27    | 60 a 64 | 26    |
| 16    | 55 a 59 | 24    |
| 23    | 50 a 54 | 26    |
| 40    | 45 a 49 | 32    |
| 39    | 40 a 44 | 25    |
| 40    | 35 a 39 | 35    |
| 28    | 30 a 34 | 50    |
| 42    | 25 a 29 | 16    |
| 23    | 20 a 24 | 10    |
| 32    | 15 a 19 | 34    |
| 23    | 10 a 14 | 38    |
| 37    | 5 a 9   | 38    |
| 18    | 0 a 4   | 9     |

## Economia
El 2007 la població en edat de treballar era de 439 persones, 297 eren actives i 142 eren inactives. De les 297 persones actives 264 estaven ocupades (163 homes i 101 dones) i 32 estaven aturades (15 homes i 17 dones). De les 142 persones inactives 40 estaven jubilades, 45 estaven estudiant i 57 estaven classificades com a «altres inactius».

### Ingressos
El 2009 a Brousseval hi havia 322 unitats fiscals que integraven 771 persones, la mediana anual d'ingressos fiscals per persona era de 14.925 €.

### Activitats econòmiques
Dels 15 establiments que hi havia el 2007, 1 era d'una empresa extractiva, 1 d'una empresa alimentària, 2 d'empreses de fabricació d'altres productes industrials, 1 d'una empresa de construcció, 6 d'empreses de comerç i reparació d'automòbils, 1 d'una empresa d'hostatgeria i restauració, 1 d'una empresa financera, 1 d'una empresa de serveis i 1 d'una empresa classificada com a «altres activitats de serveis».
L'únic servei als particulars que hi havia el 2009 era un electricista.
Dels 2 establiments comercials que hi havia el 2009, 1 era una botiga de més de 120 m² i 1 una botiga de menys de 120 m².
L'any 2000 a Brousseval hi havia 5 explotacions agrícoles.

## Equipaments sanitaris i escolars
El 2009 hi havia una escola elemental.

## Poblacions més properes
El següent diagrama mostra les poblacions més properes.